# A Hon
A Hon (Patria) a fost un popular cotidian politic maghiar de centru-stânga care a apărut la Pesta în perioada 1 ianuarie 1863 - 31 august 1882, în care a fost unul dintre cele mai importante ziare din Ungaria alături de Pesti Napló („Jurnalul Pestei”). El a fost fondat, deținut și editat de scriitorul Mór Jókai.

## Istoric
Ziarul a sprijinit ideile politice ale lui Kálmán Tisza așa că era un concurent al ziarului Pesti Napló care susținea partidul lui Ferenc Deák. Jókai a fost întemnițat la 23 aprilie 1863 pentru o lună în calitate de redactor-șef al ziarului, deoarece aici fusese publicat la 7 februarie 1863 articolul „Alapkérdéseink” (Chestiuni fundamentale) al contelui Nándor Zichy; el fusese condamnat inițial la o pedeapsă de șase luni de închisoare și la o amendă de 1.100 de florini. Ziarul a fost editat aproape tot timpul de Jókai, cu excepția perioadei în care a avut dificultăți juridice cu autoritățile guvernamentale când a fost editat de György Urházy. A Hon a avut articole economice bine scrise. Editorialele erau scrise de Jókai și de Lajos Csernátony (din 1867), dar acesta din urmă a fondat în 1869 un ziar propriu intitulat Ellenőr, pe care l-a condus până în 1877.
Multe dintre povestirile și romanele scrise de Jókai în această perioadă au fost publicate pentru prima dată în paginile ziarului A Hon. Începând din 1868 a apărut de două ori pe zi, iar ediția de seară a purtat titlul A Hon Esti Lapja. Când Kálmán Tisza a devenit prim-ministru în 1875, partidul de opoziție susținut de ziar a devenit partid de guvernământ. Popularitatea sa a scăzut de atunci și în septembrie 1882 a fuzionat cu ziarul Ellenőr pentru a forma ziarul Nemzet.

## Opere literare publicate
Jókai a publicat în ziarul A Hon mai multe dintre scrierile sale literare din această perioadă. Romanul Modele politice, scris în 1861-1862, a apărut în 1864 sub formă de foileton, dar a fost ciopârțit de cenzură. Ziarul a fost de mai multe ori confiscat de autorități, care se temeau de o intensificare a naționalismului revoluționar. Romanul Fiii omului cu inima de piatră a fost publicat sub formă de foileton în 131 de numere ale ziarului tipărite în perioada 1 ianuarie - 10 octombrie 1869. Romanul Omul de aur a fost publicat sub formă de foileton în 121 de numere tipărite în perioada 1 ianuarie - 22 septembrie 1872. 